# Washington Theological Union

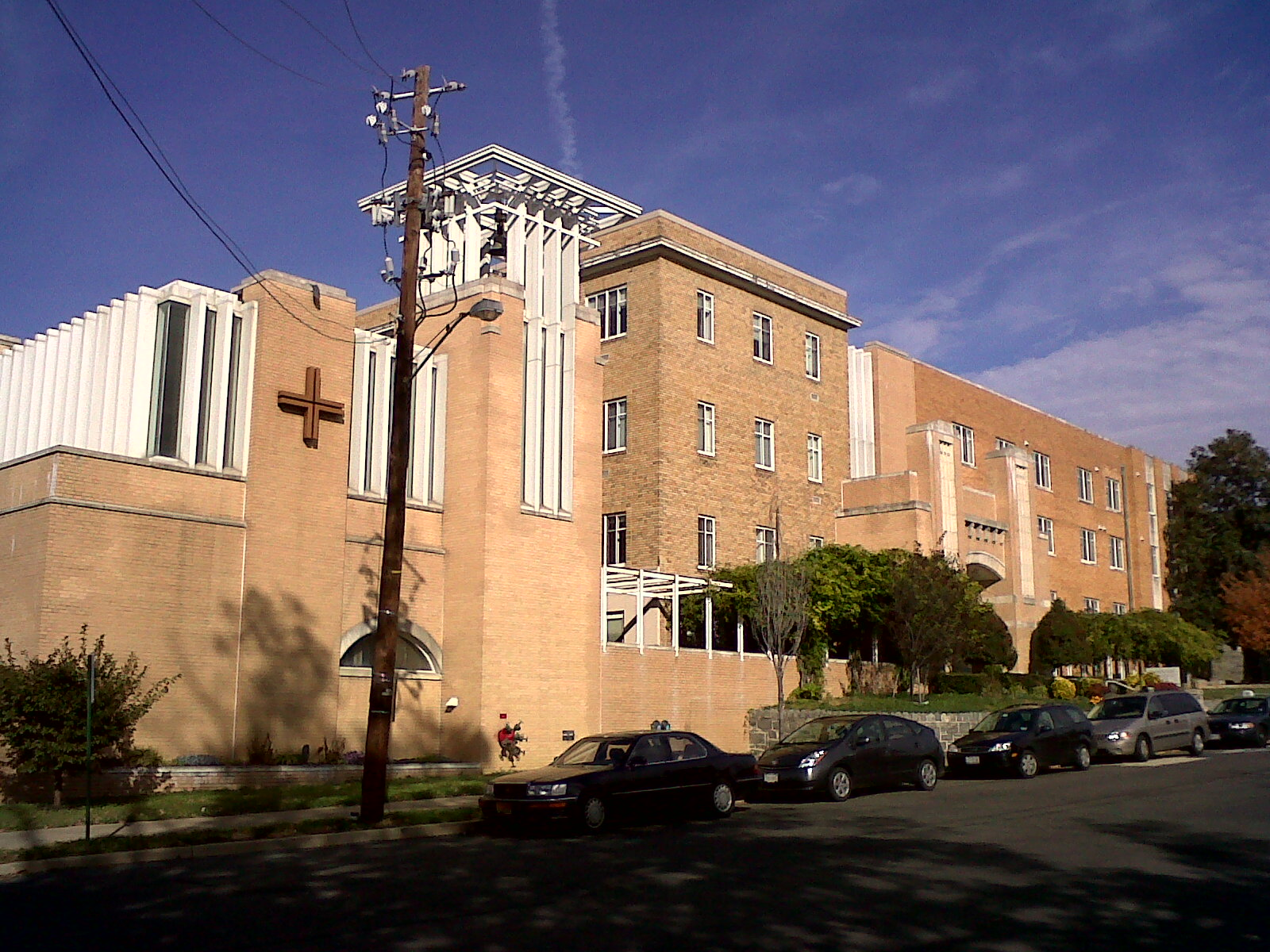
Washington Theological Union (2011)

Das Washington Theological Union (WTU) war eine römisch-katholische theologische Hochschule und Priesterseminar in Takoma Park, Washington, D.C. Die Hochschule wurde 1968 gegründet, nahm ab 2011 keine Studenten mehr auf und stellte schließlich 2015 den Lehrbetrieb ein; eine Eingliederung in die St.-Bonaventura-Universität wurde vorgenommen.
Die WTU war Mitglied im Washington Theological Consortium.